# Exekutivföderalismus
Als Exekutivföderalismus bezeichnet man eine Form des Föderalismus, bei der Vertreter der Regierungen (der Exekutive) der unteren Ebene ein Organ der Legislative auf der höheren Ebene bilden. Durch diese Form der Politikverflechtung wird eine enge Verzahnung zwischen der Zentralgewalt und den Regierungen der Gliedstaaten sichergestellt. Zugleich stärkt er aber auch die Regierungen der Gliedstaaten gegenüber ihren Parlamenten, worin Kritiker einen Bruch mit den Prinzipien der Gewaltenteilung und des Minderheitenschutzes sehen. Prominente Beispiele für Exekutivföderalismus sind das Deutsche Reich von 1870, die Bundesrepublik Deutschland mit dem Bundesrat und die Europäische Union mit dem Rat der EU (Ministerrat).
Alternative Modelle zum Exekutivföderalismus sind die Entsendung von Vertretern der Länderparlamente in föderale Legislativorgane (wie etwa im – in der Staatspraxis wenig bedeutenden – österreichischen Bundesrat oder bei einer Parlamentarischen Versammlung) oder die Direktwahl von deren Abgeordneten (wie etwa im Schweizer Ständerat oder im Senat der Vereinigten Staaten).

## Deutschland
Im deutschen Bundesrat sitzen Vertreter der Landesregierungen, die von diesen ausgewählt sind und ein imperatives Mandat haben. Andere Möglichkeiten wären, die Mitglieder der Länderkammer vom jeweiligen Landtag (wie etwa in Österreich) oder direkt von den Landesvölkern wählen zu lassen, wie es in den USA der Fall ist. Auch in anderen Gremien des Föderalismus, wie beispielsweise der Kultusministerkonferenz in der die Länder zusammenarbeiten, sitzen Vertreter der Landesregierungen. Während die Ministerpräsidenten der Länder deswegen auch in der Bundespolitik eine wichtige Rolle spielen, haben die Landtage nur wenig Macht.
Das Bundesratssystem, bei dem die Mitglieder der Länderkammer von den Landesregierungen gewählt werden, ist in der deutschen Geschichte verankert. Im Laufe der Geschichte der Bundesrepublik hat das Gewicht der Landesregierungen zugenommen und die Macht der Landtage abgenommen, da immer mehr Gesetzgebungskompetenzen an den Bund gingen und immer mehr Bundesgesetze – ca. 60 Prozent – zustimmungsbedürftig wurden, also zu ihrem Zustandekommen die Zustimmung des Bundesrates erforderlich ist. Im Exekutivföderalismus kommt es auch zu Politikverflechtungen und die einzelnen politischen Entscheidungen können nicht mehr zugeordnet werden. Mit der am 1. September 2006 in Kraft getretenen Föderalismusreform sollen die Gesetzgebungsbefugnisse der Länder erhöht und die Zahl der zustimmungsbedürftigen Bundesgesetze auf 30 bis 40 Prozent gesenkt werden, wodurch die Landesregierungen vermutlich an Macht im politischen System einbüßen würden. Außerdem wurde versucht, Landes- und Bundeskompetenzen klarer zu trennen.

## Österreich
Neben dem realpolitisch weitgehend bedeutungslosen Bundesrat besteht in Österreich die Landeshauptleutekonferenz, ein informelles Gremium, das durch die Landeshauptleute gebildet wird. Ihr kommt großes innenpolitisches Gewicht weit über die Angelegenheiten der Bundesländer hinaus zu.

## Europäische Union
Auch in der Europäischen Union kann man von einem Exekutivföderalismus sprechen, da ihr neben dem Europäischen Parlament wichtigstes gesetzgebendes Organ, der Rat der Europäischen Union („Ministerrat“), von den Regierungen der EU-Mitgliedsstaaten beschickt wird.